# Eckhard von Geyso
Eckhard von Geyso (* 25. Mai 1891 in Charlottenburg; † 16. Juli 1982 in Berlin) war ein deutscher Generalmajor im Zweiten Weltkrieg.

## Leben

### Herkunft
Eckhard war der älteste Sohn des Landrats des Kreises Jauser Konstantin von Geyso (1861–1927) und dessen Ehefrau Elisabeth, geborene Freiin von Hohenhausen und Hochenhaus (* 1860).

### Militärkarriere
Geyso trat am 18. Juni 1910 als Zweijährig-Freiwilliger mit der Aussicht auf Beförderung in das Königin Elisabeth Garde-Grenadier-Regiment Nr. 3 der Preußischen Armee ein und avancierte bis Mitte November 1911 zum Leutnant. Im Ersten Weltkrieg diente er zumeist in Stabsstellen. Am 18. Juni 1915 wurde er Ordonnanzoffizier im Reserve-Infanterie-Regiment Nr. 262. Vom 3. September 1916 bis zum 20. Februar 1917 war er Adjutant des I. Bataillons dieses Regiments und stieg Ende Januar 1917 zum Oberleutnant auf. Anschließend war er bis zum 8. Februar 1918 Regimentsadjutant, ehe er für wenige Wochen als Führer der 10. Kompanie des Regiments diente. Am 3. März 1918 wurde er Ordonnanzoffizier beim Generalkommando des XIV. Armee-Korps. Für seine Leistungen hatte man Geyso beide Klassen des Eisernen Kreuzes, das Ehrenkreuz III. Klasse des Fürstlichen Hausordens von Hohenzollern mit Schwertern sowie das Lippische Kriegsverdienstkreuz verliehen.
Nach Ende des Kriegs verblieb er zunächst in dieser Dienststellung, wurde dann jedoch am 19. April 1919 als Kompanieführer in das sich in der Demobilisierung befindliche Grenadier-Regiment „König Wilhelm I.“ (2. Westpreußisches) Nr. 7 versetzt. Am 9. Juli 1919 wurde er in das Reichswehr-Schützen-Regiment 57 der Reichswehr übernommen und am 20. Februar 1920 als Kompanieoffizier zum Reichswehr-Schützen-Regiment 12 versetzt. Ab 1. Januar 1921 diente Geyso im 8. Infanterie-Regiment: erst als Kompanieoffizier in der 8. Kompanie, ab 1. Oktober 1921 bei der 6. Kompanie, ab 1. Oktober 1923 als Regimentsadjutant (mit Beförderung zum Hauptmann am 1. Mai 1924), und schließlich vom 1. April 1927 bis zum 30. September 1932 als Chef der 4. (MG)-Kompanie. Vom 1. Oktober 1932 bis zum 30. September 1933 war er als Rittmeister beim 10. (Preußisches) Reiter-Regiment, danach beim Stab des Wehrkreiskommandos VIII in Breslau, wo er am 1. Januar 1934 zum Major befördert wurde und vom 1. Oktober 1934 bis zum 1. Mai 1935 Adjutant war. Danach wurde er als Kommandeur des II. Bataillons zum Infanterie-Regiment Crossen, dem späteren Infanterieregiment 29, versetzt, wo er am 1. August 1936 Oberstleutnant wurde. Am 10. November 1938 wurde er Kommandeur des I. Bataillons des Grenz-Infanterie-Regiments 121. Am 1. Februar 1939 erfolgte seine Beförderung zum Oberst.
Wenige Tage nach Kriegsbeginn wurde er am 5. September 1939 mit der Führung des Infanterieregiments 121 beauftragt, und am 24. Oktober 1939 zum Kommandeur ernannt. Mit diesem Regiment kämpfte Geyso beim Überfall auf Polen, in Frankreich und Griechenland sowie ab Juni 1941 im südlichen Frontabschnitt in Russland. Am 18. Oktober 1941 erhielt er als erster Angehöriger der 50. Infanterie-Division das Deutsche Kreuz in Gold. Am 21. Oktober 1941 wurde sein Sohn Peter-Johannes von Geyso geboren, der später Generalmajor der Bundeswehr werden sollte. Nach den schweren Kämpfen beim ersten Angriff auf Sewastopol im Winter 1941/42 wurde er vom 20. Februar 1942 bis zum 12. April 1942 in die Führerreserve des OKH kommandiert. Am 21. April 1942 wurde er Kommandeur des Infanterieregiments 489 der 269. Infanterie-Division, die am Ladogasee kämpfte. Am 1. September 1942 wurde er abgelöst und als Kommandeur auf den Truppenübungsplatz Döberitz versetzt. Am 1. Oktober 1942 erfolgte seine Beförderung zum Generalmajor.
Am 1. Juli 1943 wurde er Kommandeur der 709. Infanterie-Division, einer sog. „Festungs-Division“ der „15. Welle“, die seit Dezember 1942 mit dem LXXXIV. Armeekorps in der Normandie lag. Eine schwere Erkrankung machte ab 10. Dezember 1943 einen Lazarettaufenthalt nötig, in dessen Folge er bis zum 20. März 1944 wieder der Führerreserve des OKH zugeteilt war. Danach kam er zum Wehrkreiskommando Böhmen und Mähren, wo er am 1. Juni 1944 die aus Ersatztruppen bestehende Grenadier-Ersatz- und Ausbildungs-Division 193 in Prag übernahm. Die Division wurde im April 1945 der am 12. April unter dem Befehl des Generals der Artillerie Willi Moser gebildeten Korpsgruppe „Moser“ im Bereich der 4. Panzerarmee zugeteilt. In den letzten Kriegswochen kämpfte Geysos Division in diesem Verband in Rückzugsgefechten von der Oder bis Dresden.
Geyso kam mit der Kapitulation am 9. Mai 1945 in sowjetische Kriegsgefangenschaft, aus der er erst am 8. Oktober 1955 entlassen wurde. Er starb am 16. Juli 1982 in Berlin.